# Джоуль, Джеймс
Джеймс Пре́скотт Джо́уль (англ. James Prescott Joule; 24 декабря 1818, Солфорд, Ланкашир, Англия, Великобритания — 11 октября 1889, Сэйл, Чешир, Англия, Великобритания) — английский физик, внёсший значительный вклад в становление термодинамики. Обосновал на опытах закон сохранения энергии. Установил закон, определяющий тепловое действие электрического тока. Вычислил скорость движения молекул газа и установил её зависимость от температуры.
Экспериментально и теоретически изучал природу тепла и обнаружил её связь с механической работой, в результате чего практически одновременно с Майером пришёл к концепции всеобщего сохранения энергии, что, в свою очередь, обеспечило формулировку первого закона термодинамики. Работал с Томсоном над абсолютной шкалой температуры, описал явление магнитострикции, открыл связь между током, текущим через проводник с определённым сопротивлением и выделяющимся при этом количеством теплоты (закон Джоуля — Ленца). Внёс значительный вклад в технику физического эксперимента, усовершенствовал конструкции многих измерительных приборов.
В честь Джоуля названа единица измерения энергии — джоуль.

## Биография
Родился в семье зажиточного владельца пивоваренного завода в Солфорде близ Манчестера, получил домашнее образование, притом в течение нескольких лет его учителем по элементарной математике, началам химии и физики был Дальтон. С 1833 года (с 15 лет) работал на пивоваренном заводе, и, параллельно с обучением (до 16 лет) и занятиями наукой, до 1854 года участвовал в управлении предприятием, пока оно не было продано.
Первые экспериментальные исследования начал уже в 1837 году, заинтересовавшись возможностью замены паровых машин на пивоварне на электрические. В 1838 году по рекомендации одного из своих учителей Дэвиса (англ. John Davies), близким другом которого был изобретатель электродвигателя Стёрджен, опубликовал первую работу по электричеству в научном журнале Annals of Electricity, организованном за год до этого Стёрдженом, работа была посвящена устройству электромагнитного двигателя. В 1840 году обнаружил эффект магнитного насыщения при намагничивании ферромагнетиков, и в течение 1840—1845 годов экспериментально изучает электромагнитные явления.
Изыскивая лучшие способы измерения электрических токов, Джеймс Джоуль в 1841 году открыл названный его именем закон, устанавливающий квадратичную зависимость между силой тока и выделенным этим током в проводнике количеством теплоты (в русской литературе фигурирует как закон Джоуля — Ленца, так как 1842 году независимо этот закон был открыт российским физиком Ленцем). Открытие не было оценено Лондонским королевским обществом, и работу удалось опубликовать лишь в периодическом журнале Манчестерского литературного и философского общества (англ. Manchester Literary and Philosophical Society).
В 1840 году в Манчестер переезжает Стёрджен и возглавляет Галерею практических знаний (англ. Royal Victoria Gallery for the Encouragement of Practical Science) — коммерческое выставочно-образовательное учреждение, куда в 1841 году приглашает Джоуля как первого лектора.
В работах начала 1840-х годов исследовал вопрос экономической целесообразности электромагнитных двигателей, поначалу полагая, что электромагниты могут быть источником неограниченного количества механической работы, но вскоре убедился, что с практической точки зрения паровые машины того времени были эффективнее, опубликовав в 1841 году выводы, что эффективность «идеального» электромагнитного двигателя на 1 фунт цинка (используемого в аккумуляторах) составляет всего лишь 20 % от эффективности парового на 1 фунт сжигаемого угля, не скрывая при этом разочарования.
В 1842 году обнаруживает и описывает явление магнитострикции, заключающееся в изменении размеров и объёма тела при изменении его состояния намагниченности. В 1843 году формулирует и публикует окончательные результаты работ по исследованию тепловыделения в проводниках, в частности, экспериментально показывает, что выделяемое тепло никоим образом не забирается из окружения, что бесповоротно опровергало теорию теплорода, сторонники которой всё ещё оставались в то время. В том же году заинтересовался общей проблемой количественного соотношения между различными силами, приводящими к выделению теплоты, и, придя к убеждению в существовании предсказанной Майером (1842) определённой зависимости между работой и количеством теплоты, ищет численное соотношение между этими величинами — механический эквивалент тепла. В течение 1843—1850 годов проводит серию экспериментов, непрерывно совершенствуя экспериментальную технику и каждый раз подтверждая принцип сохранения энергии количественными результатами.
В 1844 году семья Джоулей переехала в новый дом в Уэлли-Рэйндж (англ. Whalley Range), где для Джеймса была оборудована удобная лаборатория. В 1847 году женился на Амелии Граймс, вскоре у них появились сын и дочь, в 1854 году Амелия Джоуль умерла.
В 1847 году знакомится с Томсоном, который даёт высокую оценку экспериментальной технике Джоуля, и с которым впоследствии плодотворно сотрудничает, во многом под влиянием Джоуля формируются и представления Томсона на вопросы молекулярно-кинетической теории. В первых же совместных работах Томсон и Джоуль создают термодинамическую температурную шкалу.
В 1848 году для объяснения тепловых эффектов при повышении давления предлагает модель газа как состоящего из микроскопических упругих шариков, столкновение которых со стенками сосуда и создаёт давление, и давая оценку скорости «упругих шариков» водорода около 1850 м/c. По рекомендации Клаузиуса эта работа была опубликована в «Философских трудах Королевского общества», и, хотя в ней впоследствии были выявлены серьёзные изъяны, она оказала значительное влияние на становление термодинамики, в частности, идейно перекликается с работами по Ван-дер-Ваальса начала 1870-х годов по моделированию реального газа.
К концу 1840-х годов работы Джоуля получают всеобщее признание в научном сообществе, и в 1850 году он избран действительным членом Лондонского королевского общества.
В работах 1851 года, совершенствуя свои теоретические модели представления теплоты как движения упругих частиц, достаточно точно теоретически рассчитал теплоёмкость некоторых газов. В 1852 году обнаруживает, измеряет и описывает в серии совместных с Томсоном работ эффект изменения температуры газа при адиабатическом дросселировании, известный как эффект Джоуля — Томсона, ставший впоследствии одним из основных методов получения сверхнизких температур, тем самым способствовав появлению физики низких температур как отрасли естествознания.
В 1850-е годы публикует большую серию статей о совершенствовании электрических измерений, предлагая конструкции вольтметров, гальванометров, амперметров, обеспечивающие высокую точность измерений; в целом в течение всей научной практики Джоуль уделял значительное внимание экспериментальной технике, позволяющей получать высокоточные результаты.
В 1859 году исследует термодинамические свойства твёрдых тел, измеряя тепловой эффект при деформациях, и отмечает нестандартные в сравнении с другими материалами свойства каучука.
В 1860-е годы интересуется природными явлениями, предлагая возможные объяснения природы атмосферных гроз, миражей, метеоритов.
В 1867 году Джоуль по схеме, предложенной Томсоном проводит для Британской научной ассоциации измерения эталона механического эквивалента теплоты, но получает результаты, расходящиеся со значениями, получающимися из чисто механических опытов, однако уточнение условий механических экспериментов подтвердили точность измерений Джоуля и в 1878 году эталон сопротивления был пересмотрен.
На начальных этапах деятельности Джоуль ставил эксперименты и занимался исследованиями исключительно на собственные средства, однако после продажи пивоварни в 1854 году материальное положение постепенно ухудшилось, и пришлось пользоваться финансированием различных научных организаций, а в 1878 году назначена государственная пенсия. С детства страдал из-за болезни позвоночника, а с начала 1870-х годов из-за плохого состояния здоровья практически не работал. Скончался в 1889 году.

## Механический эквивалент тепла

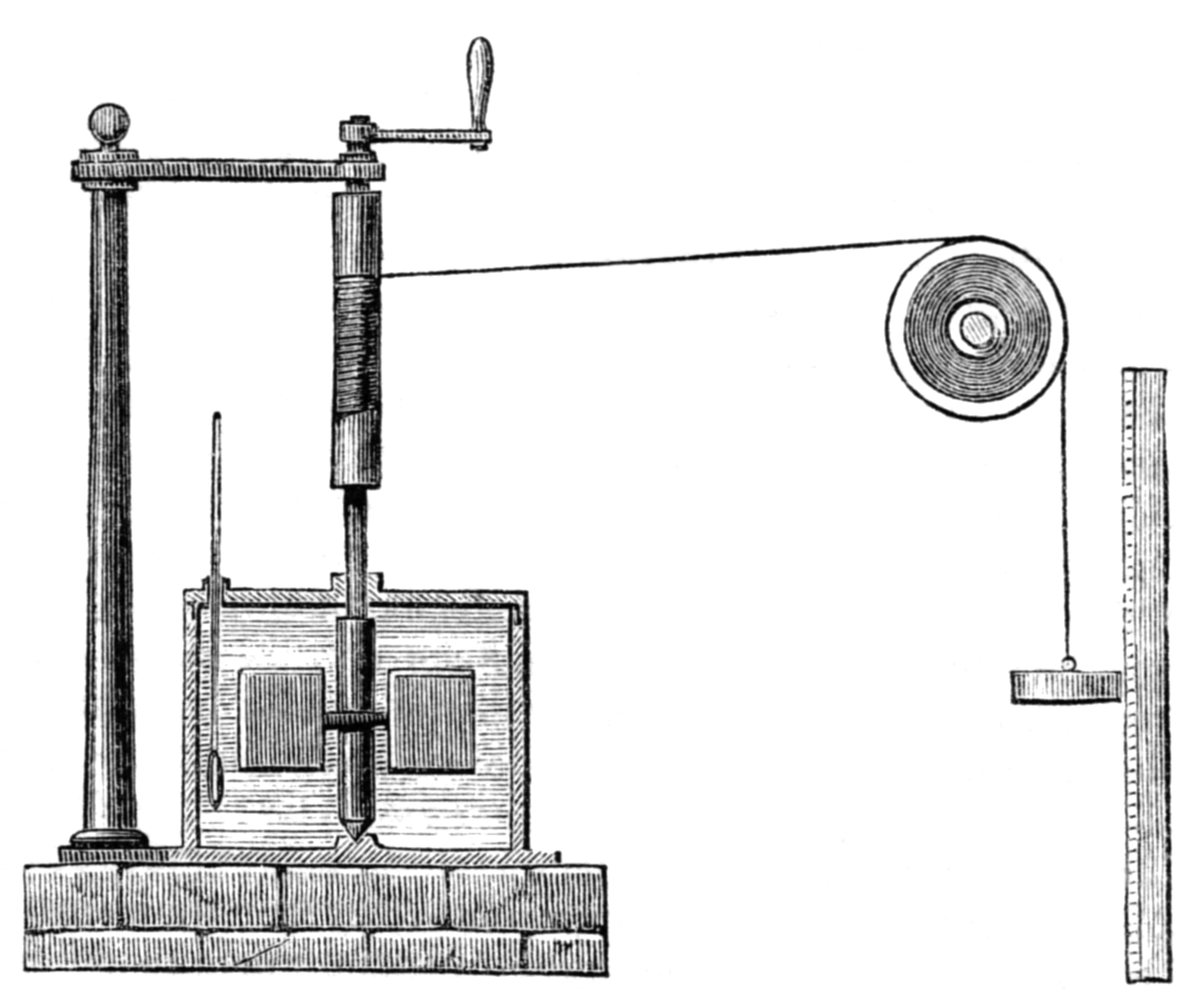
Установка Джоуля для измерения механического эквивалента тепла (1847). Груз, расположенный справа, заставлял лопасти, погруженные в воду, вращаться, в результате чего вода нагревалась.

Начиная с 1843 года Джоуль ищет подтверждение принципа сохранения энергии и пытается вычислить механический эквивалент тепла. В первых опытах измеряет нагрев жидкости, в которую погружён соленоид с железным сердечником, вращающийся в поле электромагнита, проводя измерения в случаях сомкнутой и разомкнутой обмотки электромагнита, потом усовершенствует эксперимент, исключая ручное вращение и приводя электромагнит в действие опускающимся грузом. По результатам измерений формулирует соотношение:

Количество теплоты, которое в состоянии нагреть 1 фунт воды на 1 градус по Фаренгейту, равно и может быть превращено в механическую силу, которая в состоянии поднять 838 фунтов на вертикальную высоту в 1 фут
Оригинальный текст (англ.)The quantity of heat capable of raising the temperature of a pound of water by one degree of Farhenheit's scale is equal to, and may be converted into, a mechanical force capable of raising 838 lb. to the perpendicular height of one foot.

Результаты экспериментов публикует в 1843 году в статье «О тепловом эффекте магнитоэлектричества и механическом значении тепла». В 1844 году формулирует первый вариант закона теплоёмкости сложных кристаллических тел, известный как закон Джоуля — Коппа (Копп в 1864 году дал точную формулировку и окончательное экспериментальное подтверждение).
Далее, в опыте 1844 года измеряет тепловыделение при продавливании жидкости через узкие трубки, в 1845 году — измеряет теплоту при сжатии газа, а в опыте 1847 года сравнивает затраты на вращение мешалки в жидкости с образовавшейся в результате трения теплотой.
В работах 1847—1850 годов даёт ещё более точный механический эквивалент тепла. Им использовался металлический калориметр, установленный на деревянной скамье. Внутри калориметра находилась ось с расположенными на ней лопастями. На боковых стенках калориметра располагались ряды пластинок, препятствовавшие движению воды, но не задевавшие лопасти. На ось снаружи калориметра наматывалась нить с двумя свисающими концами, к которым были прикреплены грузы. В экспериментах измерялось количество теплоты, выделяемое при вращении оси из-за трения. Это количество теплоты сравнивалось с изменением положения грузов и силой, действующей на них.
Эволюция значений механического эквивалента тепла, полученная в экспериментах Джоуля (в футо-фунтах или футо-фунт-силе на британскую термическую единицу):
- 838 (4,51 Дж/кал), 1843;
- 770 (4,14 Дж/кал), 1844;
- 823 (4,43 Дж/кал), 1845
- 819 (4,41 Дж/кал), 1847
- 772,692 (4,159 Дж/кал), 1850.

Последняя оценка близка к сверхточным значениям измерений, осуществлённым в XX веке.

## Борьба за приоритет в открытии закона сохранении энергии
Со второй половины 1840-х годов на страницах «Трудов Французской академии наук» (фр. Comptes rendus hebdomadaires des séances de l'Académie des sciences) развернулась острая дискуссия о приоритете в открытии закона сохранения энергии для термодинамических систем между Джоулем и Майером, и, хотя публикация Майера вышла несколько раньше, он, будучи врачом по профессии, не воспринимался всерьёз, тогда как Джоуля уже поддерживали крупные физики, в частности, его доклад 1847 года в Британской научной ассоциации получил высокие оценки присутствовавших на заседании Фарадея, Стокса и Томсона. Тимирязев, позднее рассматривая эту дискуссию, отмечал последовательность аргументации Майера в борьбе с «мелкой завистью цеховых ученых». Гельмгольц, опубликовавший принцип сохранения энергии в 1847 году, в 1851 году обращает внимание на работы Майера, а в 1852 году открыто признаёт его приоритет.
Следующий виток борьбы за приоритет произошёл в 1860-е годы, когда закон получил всеобщее признание в научной среде. Тиндаль в 1862 году в публичной лекции показывает приоритет Майера, и на его точку зрения становится Клаузиус. Тэт, известный пробританскими патриотическими взглядами, в серии публикаций настаивает на приоритете Джоуля, не признавая за работой Майера 1842 года физического содержания, ему оппонирует Клаузиус, а философ Дюринг, одновременно принижая значение работ Джоуля и Гельмгольца, активно настаивает на приоритете Майера, что во многом послужило окончательному признанию приоритета Майера.

## Признание и память

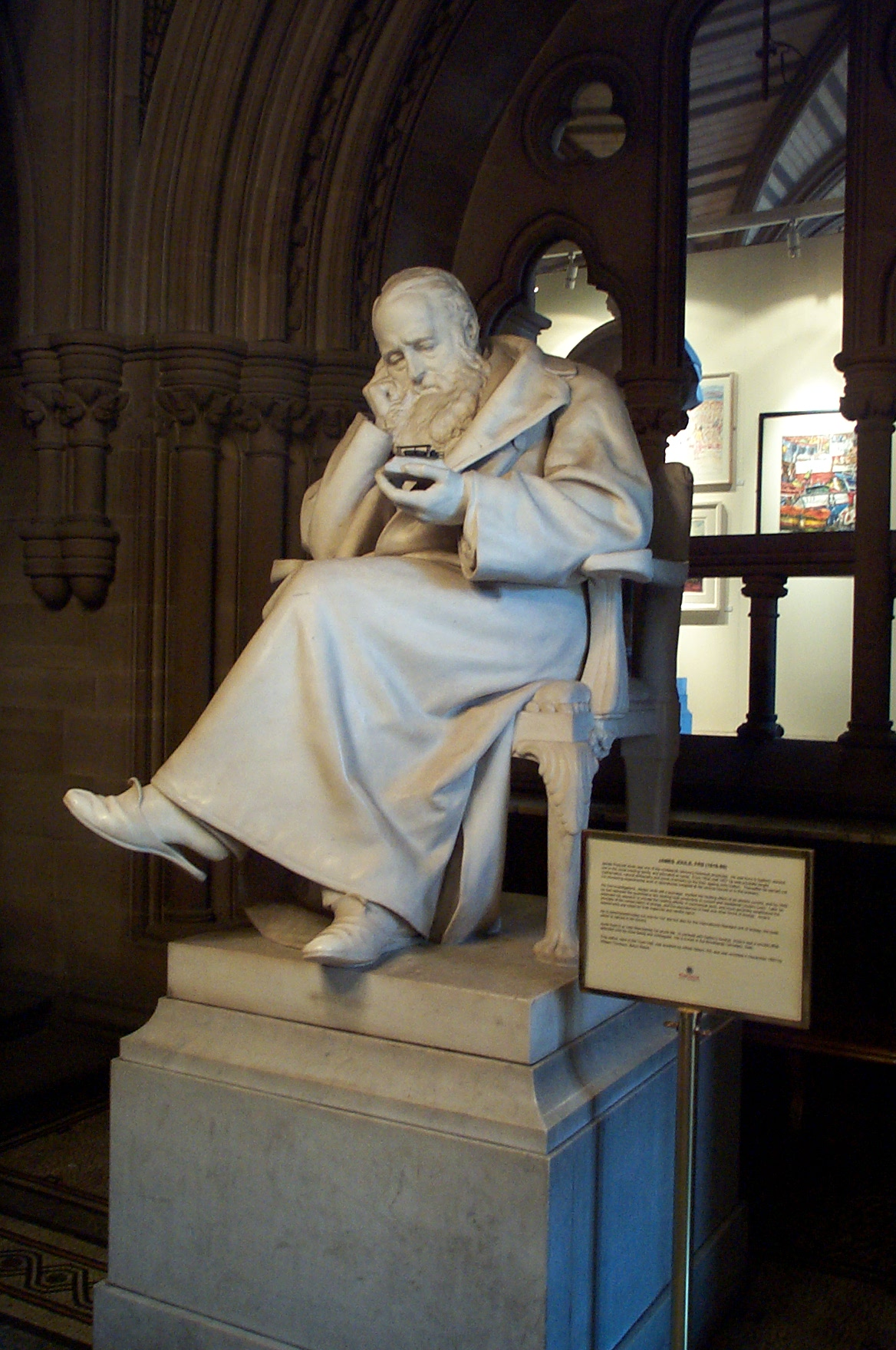
Памятник Джоулю в Манчестерской ратуше

В 1850 году избран членом Лондонского королевского общества. В 1852 году за работы по количественному эквиваленту тепла награждён первой Королевской медалью. В 1860 году избран почётным президентом Манчестерского литературного и философского общества (англ. Manchester Literary and Philosophical Society).
Получил научные степени доктора права дублинского Тринити-колледжа (1857), доктора гражданского права (англ. DCL) Оксфордского университета (1860), доктора права (LL.D.) Эдинбургского университета (1871).
В 1866 году Джоулю присуждена медаль Копли, в 1880 году — медаль Альберта. В 1878 году правительством ему была назначена пожизненная пенсия в 215 фунтов.
В 1872 и 1877 годах дважды избирался президентом Британской научной ассоциации.
На втором Международном конгрессе электриков, проходившем в 1889 году — год смерти Джоуля, его именем названа унифицированная единица измерения работы, энергии, количества теплоты, для которой не требовался коэффициент перехода между механической работой и теплом (механический эквивалент тепла), ставшая одной из производных единиц СИ с собственным именем.
В Манчестерской ратуше установлен памятник Джоулю работы скульптора Альфреда Гильберта, напротив памятника Дальтону.
В 1970 г. Международный астрономический союз присвоил имя Джеймса Джоуля кратеру на обратной стороне Луны.